# Finsbury Park
Cet article concerne le parc. Pour le quartier de Londres, voir Finsbury Park (quartier).
Pour les articles homonymes, voir Finsbury (homonymie).
Finsbury Park est l'un des parcs du Grand Londres, dans le borough londonien de Haringey, en Angleterre. Il s'étend sur une surface équivalente à 45 hectares. Il a été inauguré le 7 août 1869.

## Histoire
Le parc sert aussi de lieu de concerts en plein air et accueille les stades des équipes des London Blitz (football américain) et des London Mets (baseball).

## Rise Festival de Finsbury Park

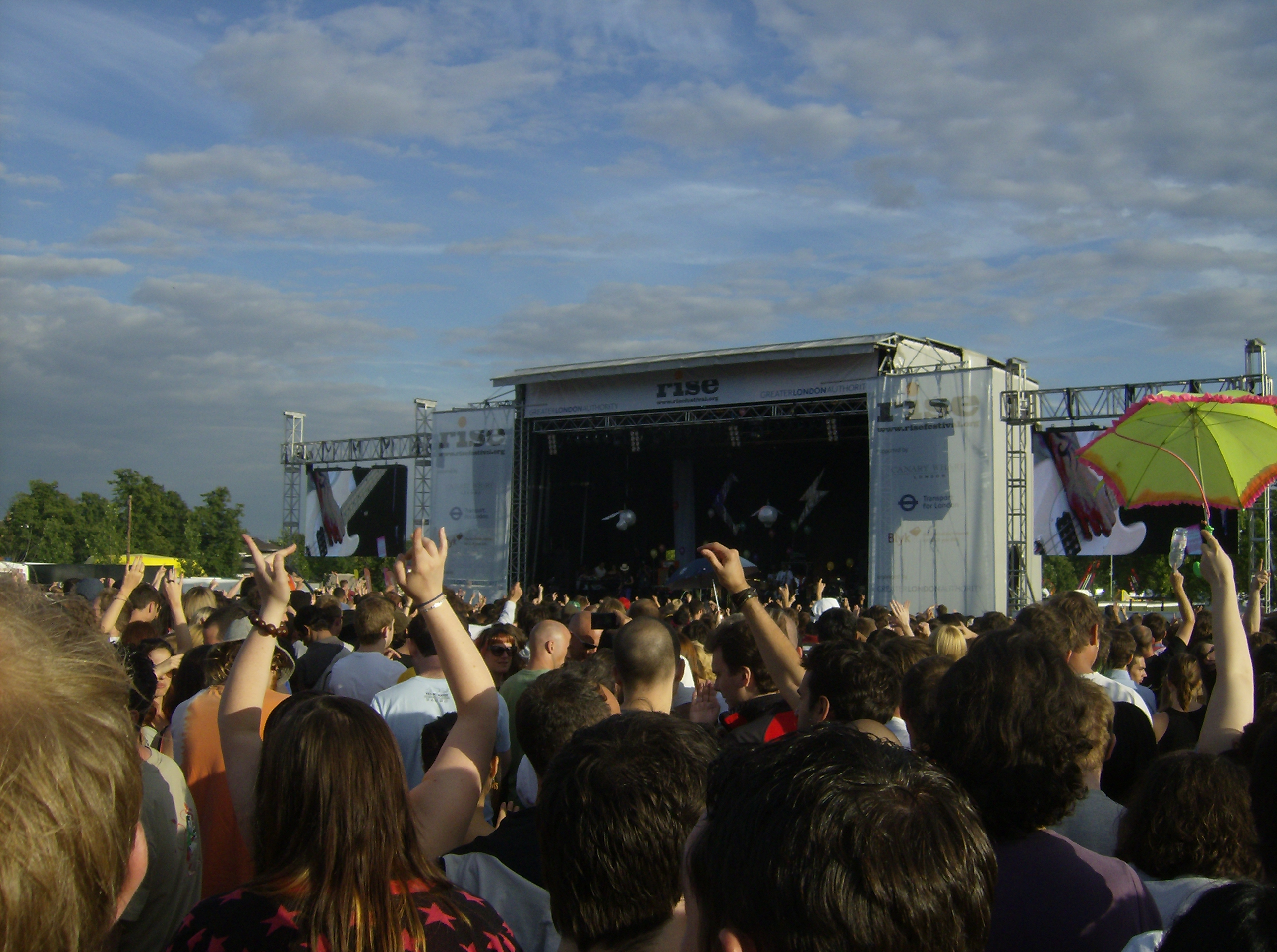
Le festival en 2008.

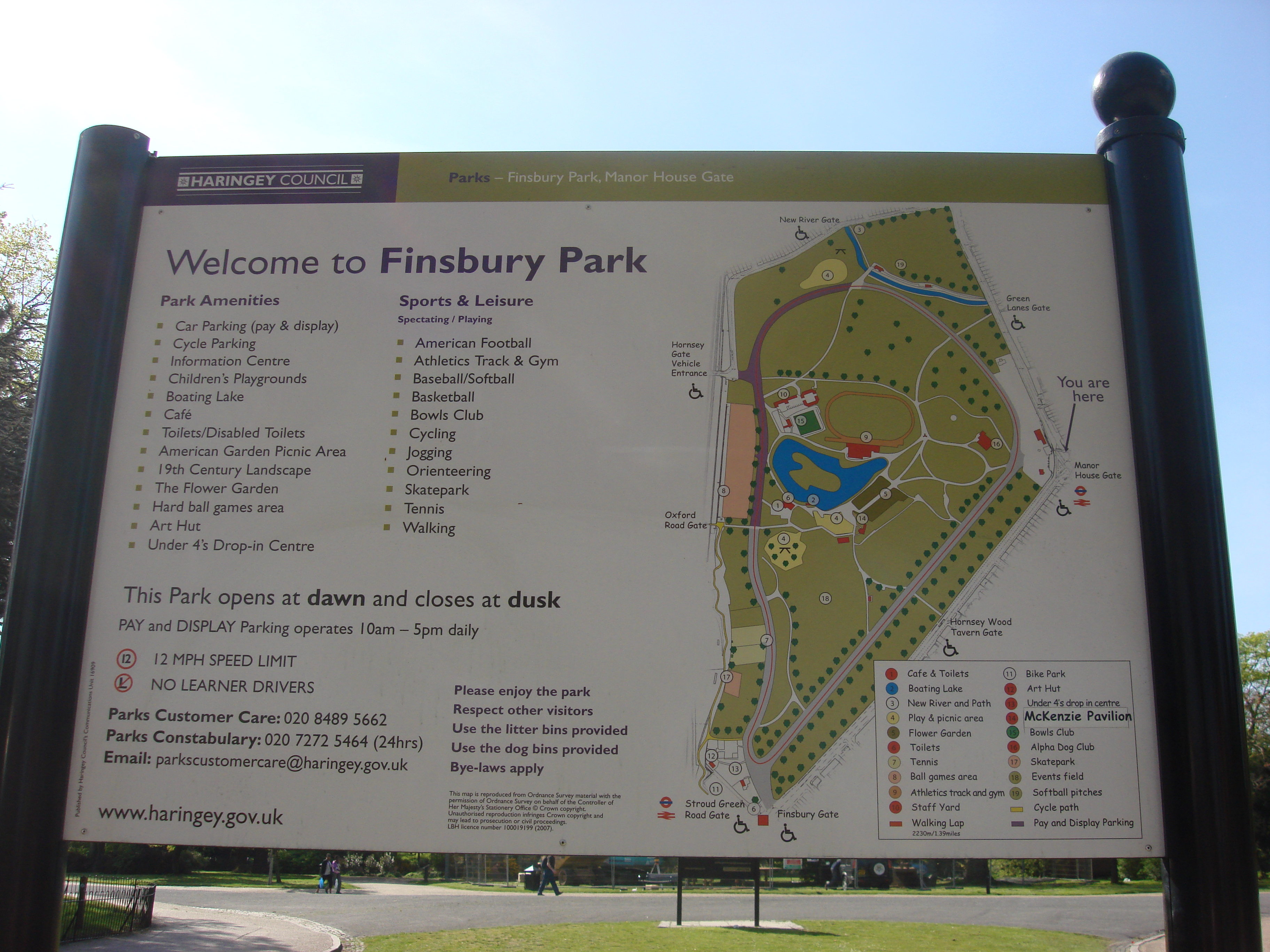
Plan de Finsbury Park.

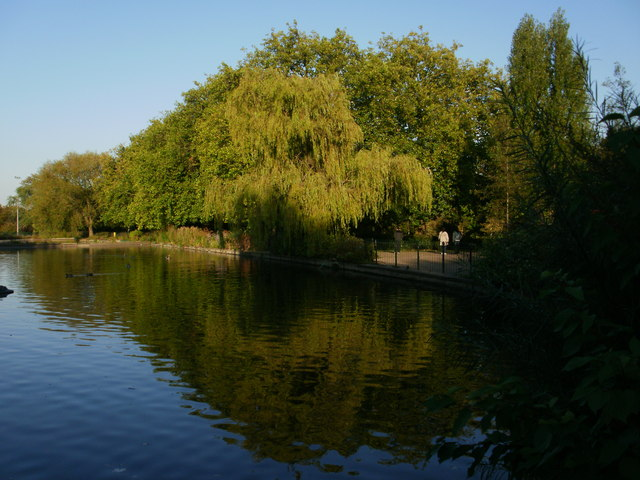
Plan d'eau de Finsbury Park.

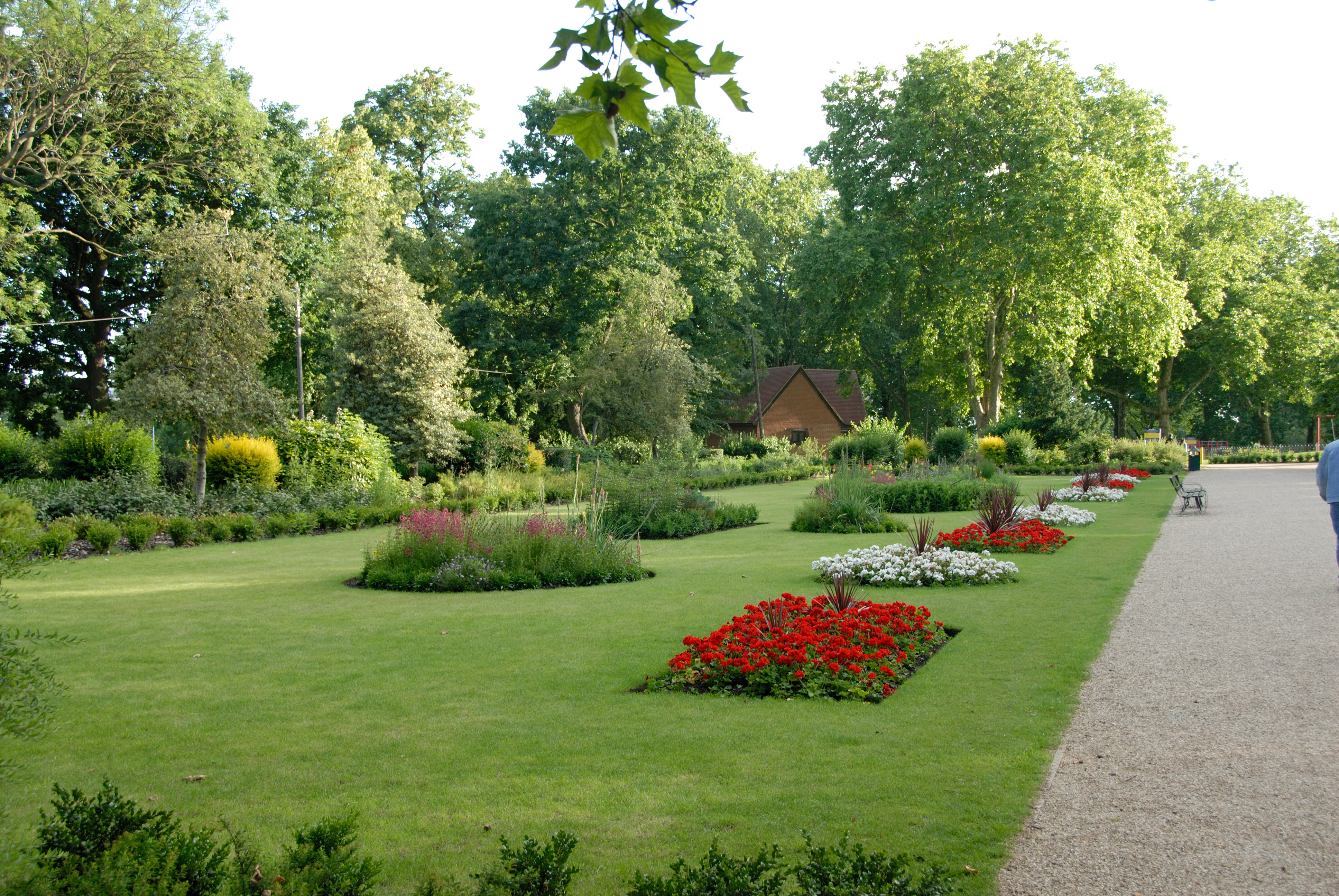
Mackenzie Garden de Finsbury Park.

| Année     | Type           | Groupe |
| --------- | -------------- | --- |
| 1967      | concert        | Jimi Hendrix |
| 1986      | concert        | The Damned |
| 1987      | festival       | Hawkwind The Damned Doctor and the Medics, Gaye Bykers on Acid, Pop Will Eat Itself, Ozric Tentacles, Pink Fairies. |
| 1990      | concert        | The Mission |
| 1990-2003 | festival       | Festival |
| 1992      | festival       | Madstock! |
| 1992      | festival       | Therapy? The Cult Pulp Redd Kross Pearl Jam, L7, Ned's Atomic Dustbin                                               |
| 1993      | concert        | Bob Dylan Never Ending Tour                                                                                         |
| 1993      | festival       | Xfm |
| 1996      | concert        | Sex Pistols Filthy Lucre Tour                                                                                       |
| 1997      | concert        | KISS Alive/Worldwide Tour                                                                                           |
| 1998      | concert        | Pulp |
| 2002      | concert        | Oasis |
| 2002      | concert        | New Order |
| 2003      | concert        | Limp Bizkit |
| 2006-2010 | festival       | Rise Festival |
| 2010      | concert        | Rage Against the Machine                                                                                            |
| 2011      | festival       | Rise festival |
| 2013      | concert        | The Stone Roses |
| 2014      | concert        | Arctic Monkeys |
| 2014-2016 | music festival | Wireless Festival                                                                                                   |
| 2016      | music festival | Hospitalisé dans la Parc                                                                                            |
| 2017      | music festival | Communauté Festival                                                                                                 |
| 2018      | concert        | Liam Gallagher |